# 大派恩 (加利福尼亞州)
大派恩（英語：Big Pine）是位於美國加利福尼亞州因約縣的一個人口普查指定地區。

## 地理
大派恩的座標為37°09′54″N 118°17′22″W / 37.16500°N 118.28944°W，而該地最高點為海拔高度1216米（即3989英尺）。

## 人口
根據2010年美國人口普查的數據，大派恩的面積為7.66平方千米，當中陸地面積為7.65平方千米，而水域面積為0.01平方千米。當地共有人口1756人，而人口密度為每平方千米229人。